# Dmitrij Ilovajskij
Dmitrij Ivanovitj Ilovajskij (ryska: Дмитрий Иванович Иловайский), född 11 februari 1832 i Ranenburg (nu Tjaplygin), död 15 februari 1920 i Moskva, var en rysk historiker.
Ilovajskij promoverades till filosofie doktor på en avhandling om polska riksdagen, sejmen, i Grodno 1793 (1870). I sina undersökningar om Rysslands historiska uppkomst (1876) uppträdde han som avgjord motståndare till den skandinavisk-varjagiska teorin. Även hans Istorija Rossii (fjärde delen, Smutnoje vremja, Den stora oredans tid omkring år 1600, utkom 1894) anses ha ett tvivelaktigt värde. Hans smärre skrifter, Melkija soijinenija, utgavs 1882. Hans historiska läroböcker för skolorna trycktes i många upplagor.